# Iroda To’laganova
Iroda To’laganova, a nyugati sportsajtóban gyakran Iroda Tulyaganova (Taskent, 1982. január 7. –) üzbég teniszezőnő. 1999-ben kezdte profi pályafutását, három egyéni és négy páros WTA-torna győztese. Legjobb egyéni világranglista-helyezése tizenhatodik volt, ezt 2002 júniusában érte el. Részt vett a 2000. évi nyári olimpiai játékokon.

## WTA-döntői

### Egyéni

#### Győzelmei (3)
| Összesítés           |                        |
| Grand Slam-torna (0) |                        |
| Tier I (0)           | Premier Mandatory* (0) |
| Tier II (0)          | Premier Five* (0)      |
| Tier III (1)         | Premier* (0)           |
| Tier IV (2)          | International* (0)     |
| Tier V (0)           | Challenger* (0)        |

* 2009-től megváltozott a tornák rendszere. Challenger tornákat 2012-től rendeznek.
 Az egymás mellett azonos színnel jelölt tornatípusok között nincs teljes mértékű megfelelés.
| No. | Dátum            | Helyszín              | Borítás | Ellenfél a döntőben | Eredmény a döntőben |
| 1.  | 2000. június 18. | Taskent, Üzbegisztán  | Kemény  | Francesca Schiavone | 6-3, 2-6, 6-3       |
| 2.  | 2001. július 15. | Bécs, Ausztria        | Salak   | Patty Schnyder      | 6-3, 6-2            |
| 3.  | 2001. július 22. | Knokke-Heist, Belgium | Salak   | Gala León García    | 6-2, 6-3            |

## Eredményei Grand Slam-tornákon

### Egyéniben
| Torna           | 2008   | 2007   | 2003   | 2002   | 2001   | 2000   |
| --------------- | ------ | ------ | ------ | ------ | ------ | ------ |
| Australian Open | 1. kör | 1. kör | 2. kör | 3. kör | 1. kör | -      |
| Roland Garros   | -      | -      | 2. kör | 3. kör | 1. kör | -      |
| Wimbledon       | -      | -      | 3. kör | 2. kör | 3. kör | -      |
| US Open         | -      | -      | -      | 2. kör | 2. kör | 2. kör |

## Év végi világranglista-helyezései
| Év       | 1998 | 1999 | 2000 | 2001 | 2002 | 2003 | 2005 | 2006 | 2007 | 2008 |
| Helyezés | 570. | 185. | 75.  | 20.  | 55.  | 50.  | 363. | 131. | 355. | 529. |